# تفردية
التفردية هي ممارسة الحصرية (نوع من الدوغمائية). عقلية تتميز بتجاهل الآراء والأفكار الأخرى عدا صاحبها. أو تنظيم كيانات إلى مجموعات باستبعاد تلك الكيانات التي تمتلك آراء مختلفة. (المصطلح المناقض هو الجوهرية أو الذاتية).

## اليونان
نهي مرسوم ديابوثيس (430 ق.م) عن الإيمان بآلهة غير آلهة الأوليمب. وكانت عقوبة الإيمان أو الإشراك بآلهة الأوليمب هي الإعدام. واتُهم الفلاسفة أنكساغوراس وبروتاجوراس وسقراط وستيلبو وثيودوروس القيرواني وأرسطو وثيوفراستوس بعصيان هذا المرسوم.
أدين سقراط بتهمة إدخال آلهة جديدة وحكم عليه بالإعدام عن طريق شرب الشوكران.
قرر أنطيوخوس الرابع الحاكم السلوقي لإسرائيل إضفاء الصبغة اليونانية إلى اليهود عن طريق طلبه لهم بعبادة الإله زيوس. وعندما رفضوا، أرسل أنطيوخوس جيشاً لفرض المرسوم عليهم.
أفلاطون في (القوانين)، دعا إلى أن الدولة يجب أن تعاقب أولئك الذين ينكرون وجود الآلهة الأولمبية أو يعتقدون بأن الآلهة موجودة ولكن غير مبالية بالبشر أو يمكن شراؤها بسهولة عن طريق الرشاوي.